# Kinsau

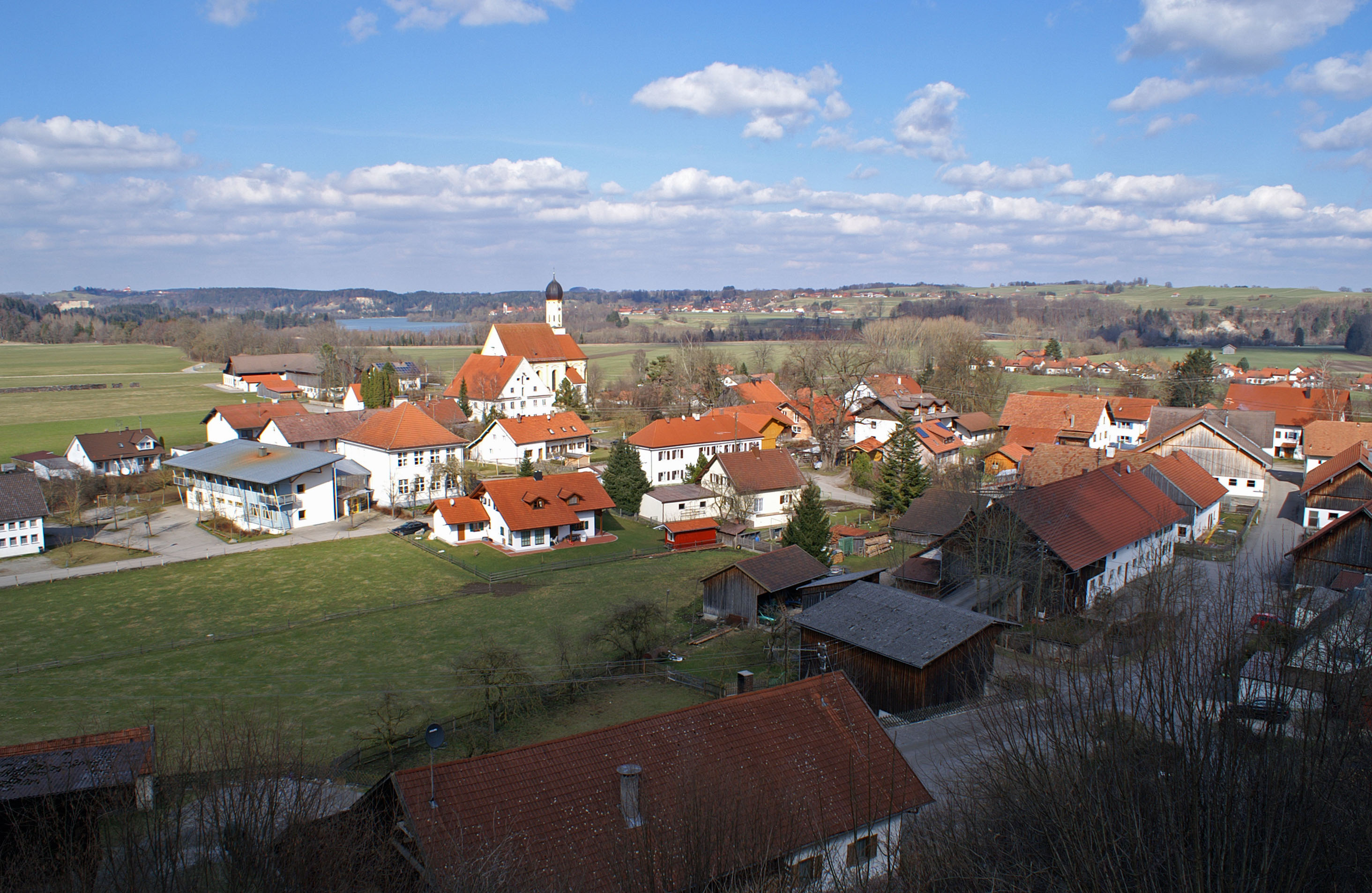
Kinsau von Südwesten, im Hintergrund der Lech mit Apfeldorf

Kinsau ist eine Gemeinde im oberbayerischen Landkreis Landsberg am Lech.

## Geografische Lage
Kinsau liegt am südlichen Rand des Landkreises Landsberg am Lech zwischen der Romantischen Straße und dem Lech. Die Gemeindefläche fällt in vier Terrassenstufen zum Lech hin ab und bietet teilweise prächtige Aussichten.
Kinsau hat keine weiteren Gemeindeteile.
Der niedrigste Punkt der Gemeinde befindet sich mit 642 m ü. NHN am Lech, der Höchste mit 766 m ü. NHN  im Sachsenrieder Forst.

## Geschichte

### Bis zur Gemeindegründung
Kinsau wird im Jahr 1323 als Bestandteil der Herrschaft Peißenberg, Amt Landsberg, erstmals als Kunigesow erwähnt. Nach dem Aussterben der Seefelder um 1420 ging Kinsau an die Herren von Freyberg, die es 1445 an das Schongauer Spital verkauften. Im Jahr 1818 wurde die Gemeinde gegründet, die zum Landgericht Schongau gehörte.

### Einwohnerentwicklung
| Jahr | Einwohner | Anmerkung        |
| ---- | --------- | ---------------- |
| 1445 | 0160      | ungefähre Angabe |
| 1961 | 0666      |                  |
| 1970 | 0697      |                  |
| 1991 | 0848      |                  |
| 1995 | 0893      |                  |
| 2005 | 0993      |                  |
| 2010 | 1041      |                  |
| 2015 | 1048      |                  |
| 2018 | 1044      |                  |
| 2019 | 1043      |                  |
| 2023 | 1050      |                  |

Zwischen 2008 und 2019 wuchs die Gemeinde von 801 auf 1043 um 242 Einwohner an bzw. um 30,2 %.

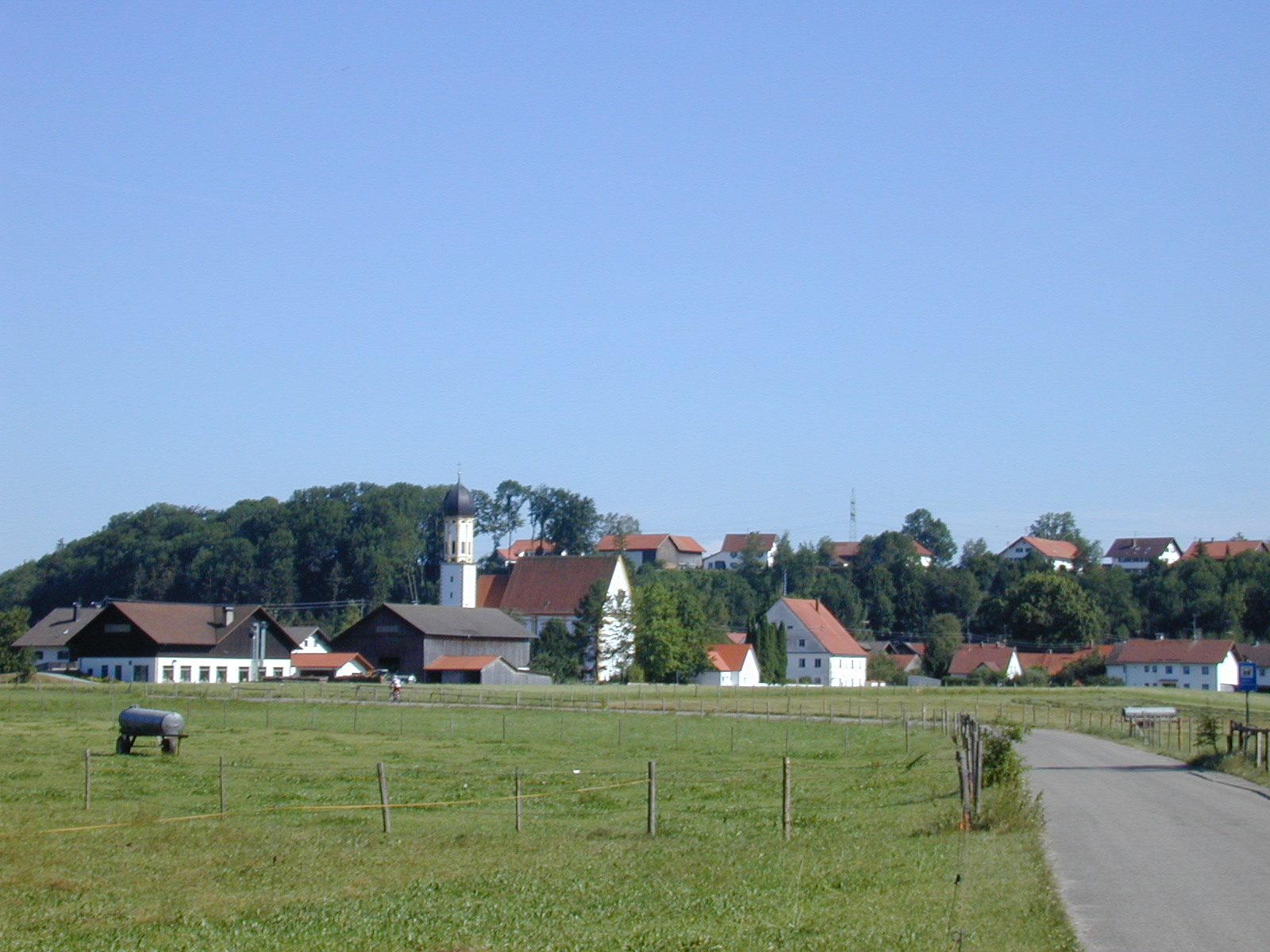
Kinsau von Norden

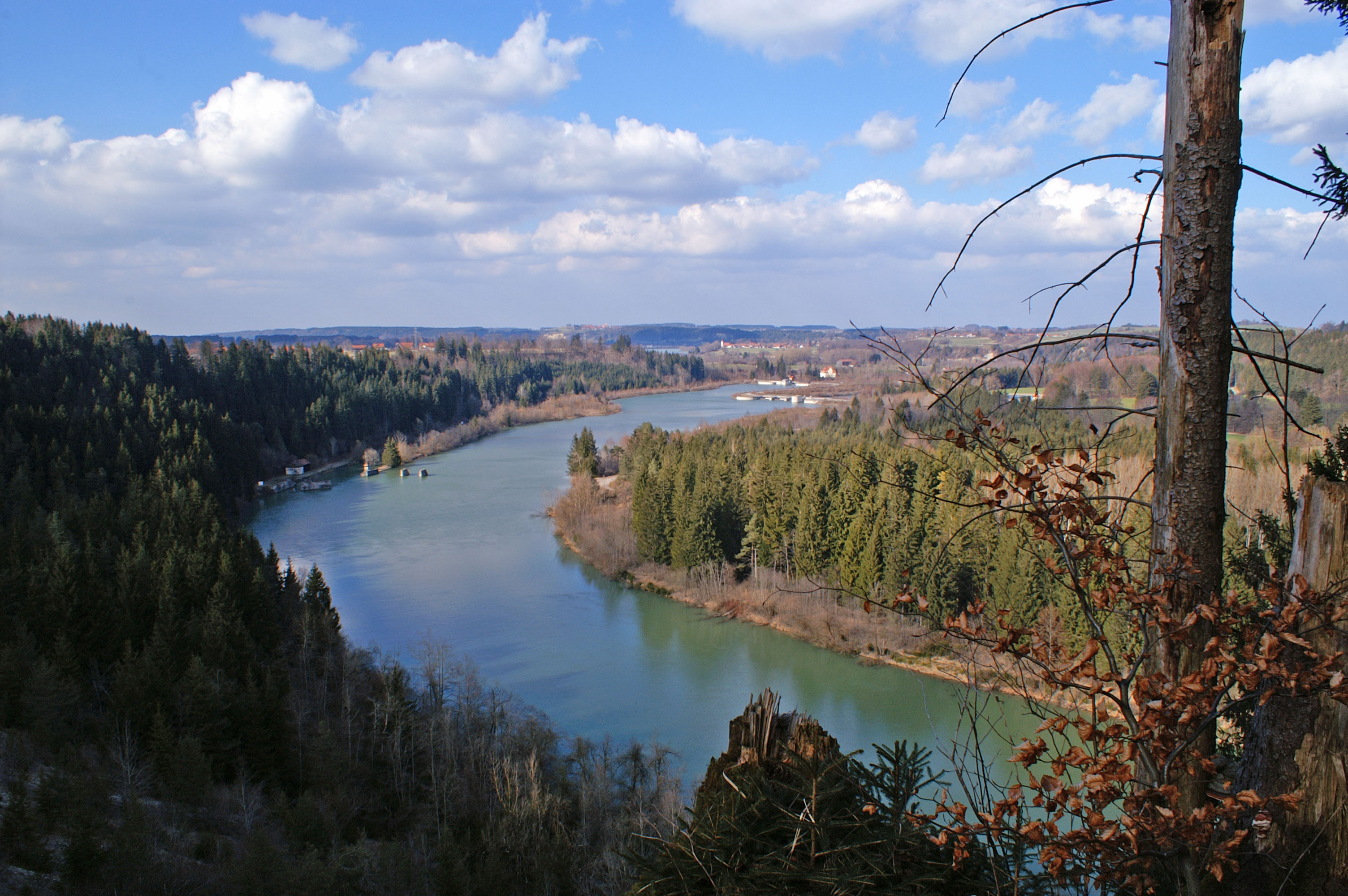
Lechhöhenweg bei Kinsau

## Politik und Öffentliche Verwaltung
Bis zur Kreisreform, die am 1. Juli 1972 in Kraft trat, gehörte Kinsau zum Landkreis Schongau. Seitdem gehört es zum Landkreis Landsberg am Lech. Seit 1978 gehört Kinsau zur Verwaltungsgemeinschaft Reichling.

### Gemeinderat
Nach der Kommunalwahl 2020 besteht der Gemeinderat aus 13 Mitgliedern.

### Bürgermeister
Das Bürgermeisteramt bekleideten:
- 1966 – 1976: Max Wagner
- 1976 – 1990: Heinrich Dollinger
- 1990 – 2002: Michael Linder
- 2002 – 2014: Hermann Reinhard
- seit 2014: Marco Dollinger

### Wappen
| Wappen Gemeinde Kinsau | Blasonierung: „Durch einen goldenen Wellenbalken schräglinks geteilt von Schwarz und Grün; oben eine goldene Krone, unten eine wachsende goldene Frauenschuhblüte.“ |
| Wappen Gemeinde Kinsau | Wappenbegründung: Der Wellenbalken, ein heraldisches Flusssymbol, versinnbildlicht die Lage der Gemeinde am Lech und die frühere Bedeutung der Flößerei für das örtliche Erwerbsleben. Die goldene Krone redet für den Namen Kinsau, der von Königsau abgeleitet ist und einen alten Königsgutbezirk bezeichnet. Die heraldisch stilisierte Frauenschuhblüte weist als botanisches Symbol auf die bemerkenswerte alpine Flora in der Flusslandschaft um Kinsau hin. Die Farben Schwarz und Gelb (Gold) wurden gewählt, um die engen Beziehungen zur Stadt Schongau zu unterstreichen. Das Spital Schongau war als Grundherrschaft in Kinsau von großer Bedeutung und hatte zudem seit 1451 das Patronatsrecht über die Pfarrkirche von Kinsau inne. Dieses Wappen wird seit 1975 geführt. |

## Kultur und Sehenswürdigkeiten
Sehenswert sind die Anfang des 18. Jahrhunderts von Thomas Natter erbaute Pfarrkirche St. Matthäus und der zugehörige Pfarrhof.
Die erste Zahnradbahn Bayerns, die Werkbahn der Holzstofffabrik Kinsau, diente von 1907 bis 1929 zum Holztransport, die Bahntrasse ist teilweise noch erkennbar. Diese Zahnradbahn hatte früher eine Anbindung zur Bahnstrecke Landsberg am Lech–Schongau.
Bekannt ist auch die Schlosswirtschaft mit ihren zwei Erkertürmchen und Zwiebelhauben auf beiden Seiten des Nordgiebels. An der Schule steht eine über 110 Jahre alte Schullinde mit einem Umfang von mehr als 5,60 Metern. Am Lech befindet sich die Lechstaustufe 8a – Kinsau.